# José Cardona
Pour les articles homonymes, voir Cardona (homonymie).

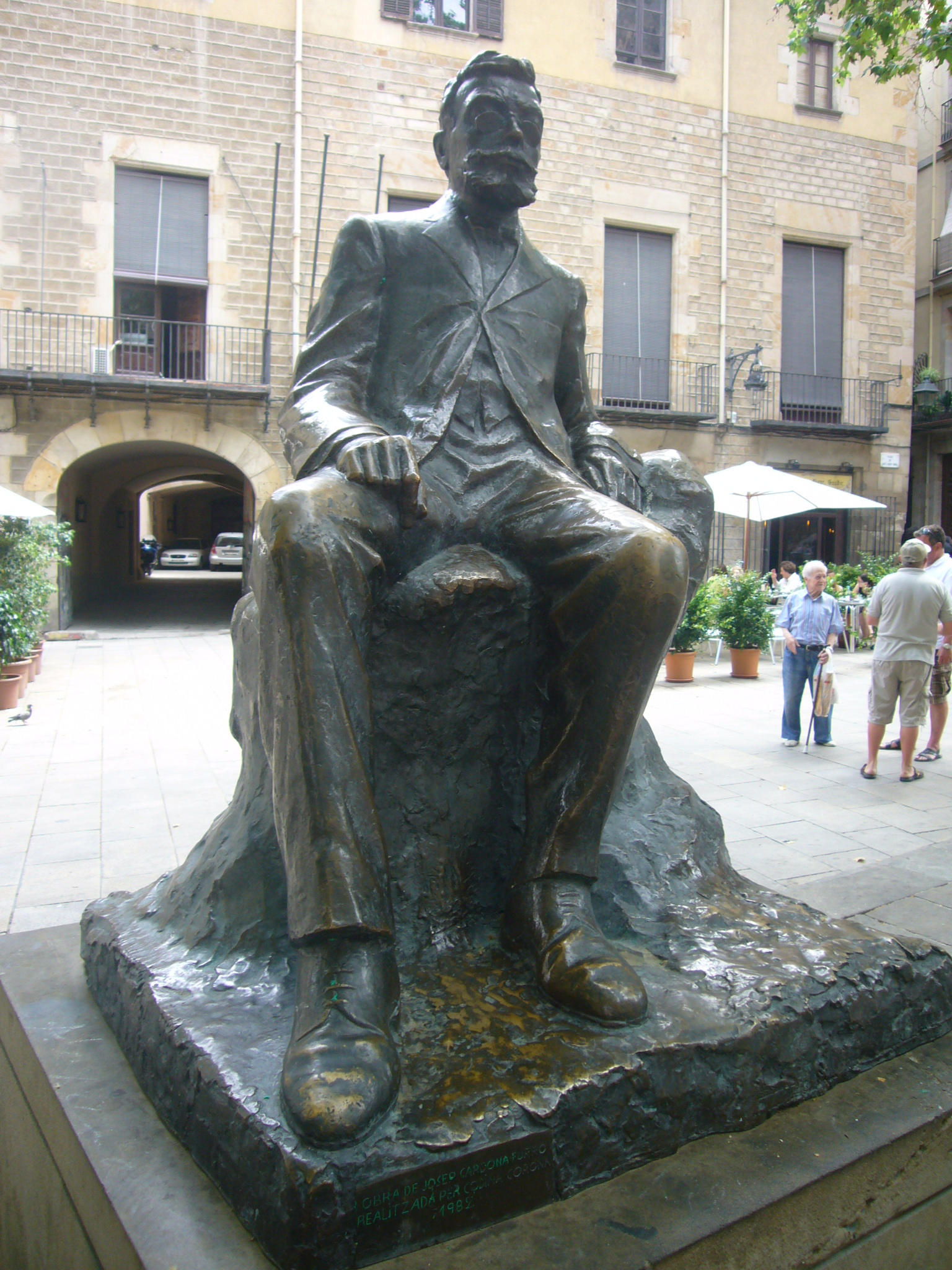
Àngel Guimerà, place Sant Josep Oriol de Barcelone, par Cardona

José Cardona ou Josep Cardona i Furró, né à Barcelone le 30 juillet 1878 et mort à Moià le 23 octobre 1922, est un sculpteur espagnol.

## Biographie
Il obtient une mention honorable au Salon des artistes français de 1906.